# 二井山駅
二井山駅（にいやまえき）は、秋田県平鹿郡雄物川町二井山（開業時は旧・平鹿郡沼館町二井山、現・横手市雄物川町二井山）にあった羽後交通横荘線（旧・横荘鉄道）の駅（廃駅）である。横荘線の部分廃線に伴い1966年（昭和41年）6月15日に廃駅となった。

## 歴史
- 1928年（昭和3年）11月1日：横荘鉄道羽後大森駅 - 当駅間延伸開通に伴い開業[1][2][3][4]。一般駅[4]。
- 1944年（昭和19年）6月1日：鉄道会社名を羽後鉄道に改称。路線名を横荘線に制定。それに伴い羽後鉄道横荘線の駅となる[1][2][5]。
- 1946年（昭和21年）夏：国鉄から借入のC12形蒸気機関車C12 229号機牽引の老方駅発試運転列車が浮蓋駅発車後に過速暴走、当駅にて対向列車到着直後に高速で通過する[6]。
- 1947年（昭和22年）7月23日：豪雨による路盤および橋脚損壊により横荘線全区間運休、当駅も営業休止となる[3][7]。
- 1948年（昭和23年）11月8日：運休区間（舘合駅 - 老方駅間）が復旧、当駅も営業再開となる[3][7]。
- 1949年（昭和24年）12月22日：当駅 - 老方駅間営業休止に伴い当駅が一時的な終着駅となる[3]。
- 1952年（昭和27年）2月15日：鉄道会社名を羽後交通に改称。それに伴い羽後交通横荘線の駅となる[1][2][3][5]。
- 1953年（昭和28年）8月5日：当駅 - 老方駅間部分廃線に伴い終着駅となる[1][2][3][5]。
- 1965年（昭和40年）
  - 7月9日：水害による雄物川橋梁橋脚洗掘により舘合駅 - 当駅間運休、当駅も営業休止となる[8][3]。
  - 10月21日：舘合駅 - 当駅間が正式に営業休止となり、当駅も休止駅となる[3]。
- 1966年（昭和41年）6月15日：舘合駅 - 当駅間部分廃線に伴い廃止となる[1][2][3][5]。

## 駅構造
廃止時点で、島式ホーム1面2線を有する地上駅で、当駅 - 老方駅間部分廃線前までは列車交換可能な交換駅であった。そのほか側線として、西側（駅舎側）本線横手方から西に分岐し駅舎北側に至る行き止りの側線を1線有していた。
職員配置駅となっていた。駅舎は構内の西側に位置し、ホーム南側とを結ぶ構内踏切で連絡した。
列車交換の通票は羽後大森駅 - 当駅間は「□」であった。

## 駅周辺
- 秋田県道164号二井山大森線 - 現在の状況。
- 湯殿山神社（分社）

## 駅跡

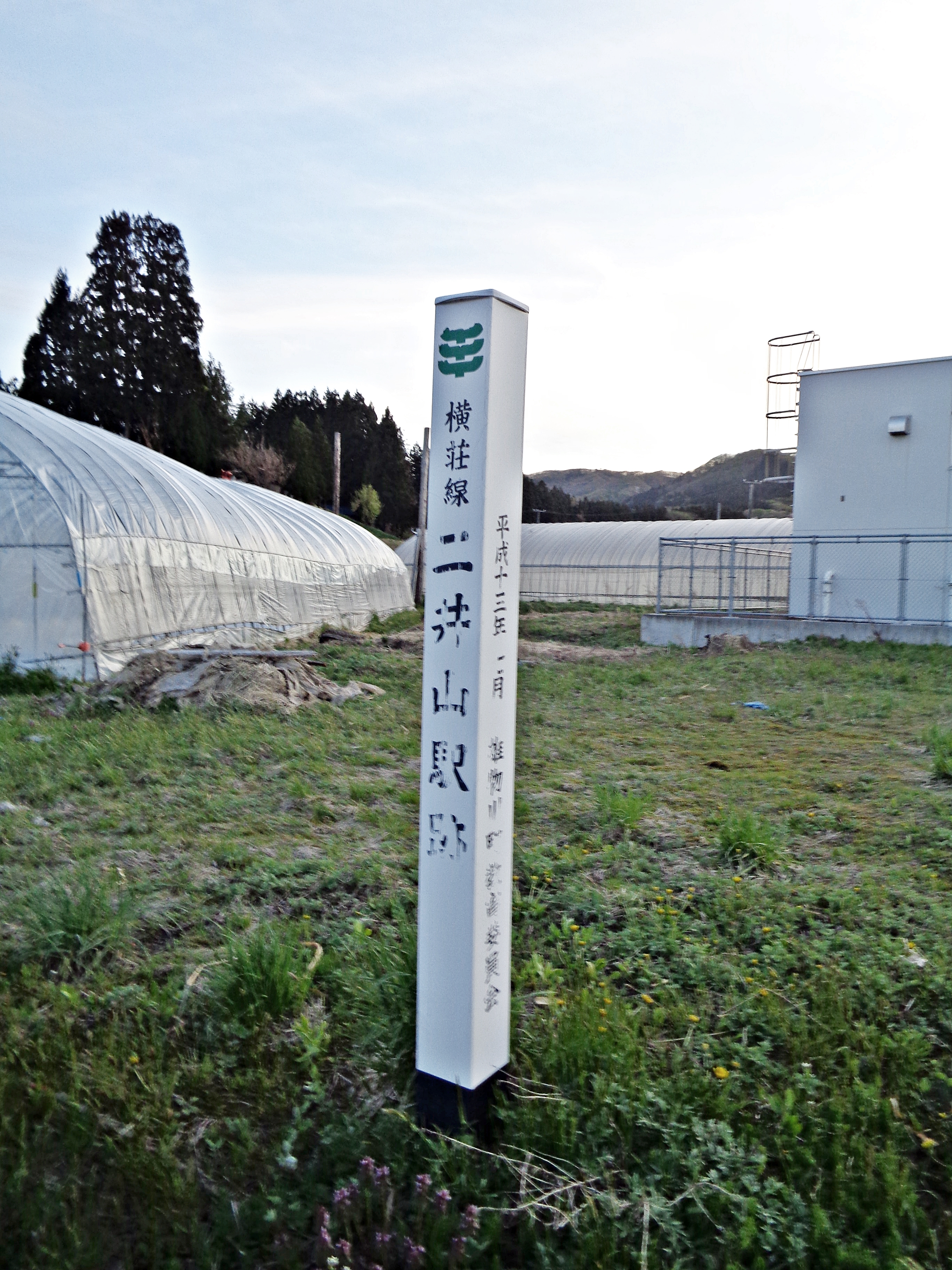
二井山駅跡標柱（2020年5月）

2001年（平成13年）7月には、駅跡の道路の脇に、雄物川町（当時）により「横荘線 二井山駅跡」と記載され、沿革も記された白い記念碑が建立された。2007年（平成19年）5月時点でも同様であった。また、駅名を引き継いだ羽後交通のバス停が附近にあった。
また、当駅跡附近から老方の集落入口附近までの線路跡は県道として再利用され、1996年（平成8年）時点では築堤や切通しがほぼ当時の姿を保っていた。1999年（平成11年）時点でも同様であった。この県道は2007年（平成19年）5月時点では秋田県道48号横手東由利線であった。道床をそのまま舗装したような道路であった。また、2007年（平成19年）5月時点では県道に転用されなかった部分が雑草の生い茂った切通しや未舗装の小道として残存していた。2010年（平成22年）時点でも同様であった。
なお、当駅 - 老方駅間には5か所のトンネルがあり、1996年（平成8年）時点では崩落の危険のある最も当駅に近い「二井山トンネル」（全長1,901 m）は通行禁止となっていたが、坑口が木々に覆われた形で残存していた。1999年（平成11年）時点、2010年（平成22年）10月時点でも同様であった。「二井山トンネル」は2003年（平成13年）春に老方側坑口から2 m地点付近で崩壊し閉塞している。

## 隣の駅
羽後交通
横荘線
八沢木駅 - 二井山駅 - 浮蓋駅